# 폴 뉴랜

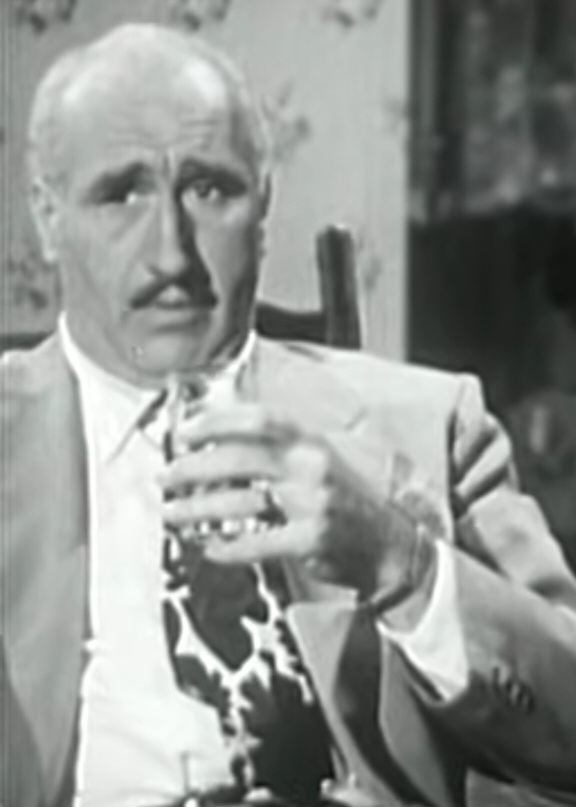

폴 뉴랜(Paul Newlan, 1903년 6월 29일 ~ 1973년 11월 23일)은 미국의 배우, 텔레비전 배우, 영화배우이다.
플랫스버그에서 태어났다.

## 영화
- 크루키드 맨 (1970년)
- 에밀리를 미국 사람으로 만들기 (1964년)
- 코트 제스터 (1956년)
- 딜론 보안관 (1955년)
- 주피터의 애인 (1955년)
- 디즈니랜드 (1954년)
- 드미트리우스와 검투사들 (1954년)
- 오명의 목장 (1952년)
- 포획된 도시 (1952년)
- 애보트와 코스텔로 4 (1952년)
- 세계를 그의 품안에 (1952년)
- 마이 페이버릿 스파이 (1951년)
- 레몬 드롭 키드 (1951년)
- 다윗과 밧세바 (1951년)
- 와바시 애비뉴 (1950년)
- 마천루 (1949년)
- 인스펙터 제너럴 (1949년)
- 어 소던 양키 (1948년) - 맨 위드 세이버 역
- 포스 오브 이블 (1948년)
- 언피니시드 댄스 (1947년)
- 살인광 시대 (1947년)
- 보스톤에서 온 두 자매 (1946년)
- 히트 퍼레이드 오브 1943 (1943년)
- 두 베리 워즈 어 레이디 (1943년)
- 팬텀 (1943년)
- 스타 스팽글드 리듬 (1942년)
- 설리반의 여행 (1942년)
- 라이프 비긴즈 포 앤디 하디 (1941년)
- 위대한 맥긴티 (1940년)
- 브로드웨이 세레나데 (1939년)
- 발라라이카 (1939년)
- 웨이크 업 앤 라이브 (1937년)
- 평원의 사나이 (1936년)